# 1297
Năm 1297 là một năm trong lịch Julius.